# فودینگ
فودینگ (به لاتین: Fuding) یک منطقهٔ مسکونی در چین است که در نینگده واقع شده‌است. فودینگ ۲۹۰٬۸۵۰ نفر جمعیت دارد.